# قضاء على الهيكلية
القضاء على الهيكلية (Delayering) هو مصطلح في الإدارة وإعادة هيكلة الشركات يشير إلى الانخفاض المقرر في عدد طبقات أي تسلسل هرمي للإدارة.